# Rudi Ying
Rudi Ying (chinesisch 英如鏑 / 英如镝, Pinyin Yīng Rúdí; * 16. August 1998 in Peking) ist ein chinesischer Eishockeyspieler mit US-amerikanischer Staatsbürgerschaft, der zuletzt bis Juni 2022 bei Kunlun Red Star aus der Kontinentalen Hockey-Liga (KHL) unter Vertrag gestanden und dort auf der Position des Centers gespielt hat. Er ist der Enkel von Ying Ruocheng.

## Karriere
Nachdem Ying das Eishockeyspielen in der Volksrepublik China erlernte, zog er mit neun Jahren in die Vereinigten Staaten. Im Sommer 2016 kehrte er nach China zurück, als er einen Zweijahresvertrag beim neu gegründeten Team Kunlun Red Star aus der Kontinentalen Hockey-Liga unterzeichnete. Zuvor war er beim GMHL-Draft von den Bradford Rattlers in der zwölften Runde als insgesamt 326. Spieler gezogen worden, ohne dort jedoch einen Vertrag zu unterschreiben. Er ist der erste Chinese, der einen KHL-Vertrag unterschrieb. In der Saison 2017/18 spielte er für KRS Heilongjiang, die zweite Mannschaft von Kunlun Red Star, in der Wysschaja Hockey-Liga, wurde aber auch im Nachwuchsteam KRS Junior in der Molodjoschnaja Chokkeinaja Liga eingesetzt. 2018 zog das Farmteam aus der Provinz Heilongjiang nach Peking um und wurde in KRS-ORG Peking umbenannt.

### International
Auf internationaler Bühne vertrat Ying die Volksrepublik China bei den U18-Junioren-Weltmeisterschaften 2014, 2015, als er als bester Spieler seiner Mannschaft ausgezeichnet wurde, und 2016 in der Gruppe B der Division II sowie den U20-Junioren-Weltmeisterschaften 2017, als er als bester Stürmer und Führender in allen Offensivkategorien auch zum besten Spieler seiner Mannschaft gewählt wurde, und 2018, als er sowohl zweitbester Scorer, als auch zweitbester Torschütze (dies gemeinsam mit dem Bulgaren Daniel Dilkow hinter dem Israeli Mark Revniaga) wurde, jeweils in der Division III.
Für die chinesische Herren-Auswahl spielte er erstmals bei der Weltmeisterschaft 2017, als der Aufstieg von der B- in die A-Gruppe der Division II gelang. Dort spielte er dann bei den Weltmeisterschaften 2018 und 2019. Im Februar 2022 lief er für die chinesische Nationalmannschaft bei den Olympischen Winterspielen in Peking auf.

## Erfolge und Auszeichnungen
- 2017 Bester Stürmer, Topscorer, Torschützenkönig, meiste Torvorlagen und beste Plus/Minus-Bilanz bei der U20-Junioren-Weltmeisterschaft der Division III
- 2017 Aufstieg in die Division II, Gruppe A, bei der Weltmeisterschaft der Division II, Gruppe B

## Karrierestatistik
Stand: Ende der Saison 2021/22

### International
Vertrat die Volksrepublik China bei:
| - U18-Junioren-Weltmeisterschaft 2014 der Division II, Gruppe B - U18-Junioren-Weltmeisterschaft 2015 der Division II, Gruppe B - U18-Junioren-Weltmeisterschaft 2016 der Division II, Gruppe B - U20-Junioren-Weltmeisterschaft 2017 der Division III - Weltmeisterschaft 2017 der Division II, Gruppe B | - U20-Junioren-Weltmeisterschaft 2018 der Division III - Weltmeisterschaft 2018 der Division II, Gruppe A - Weltmeisterschaft 2019 der Division II, Gruppe A - Olympischen Winterspielen 2022 |

(Legende zur Spielerstatistik: Sp oder GP = absolvierte Spiele; T oder G = erzielte Tore; V oder A = erzielte Assists; Pkt oder Pts = erzielte Scorerpunkte; SM oder PIM = erhaltene Strafminuten; +/− = Plus/Minus-Bilanz; PP = erzielte Überzahltore; SH = erzielte Unterzahltore; GW = erzielte Siegtore; 1 Play-downs/Relegation; Kursiv: Statistik nicht vollständig)